# Glenn Patterson
Glenn Patterson é um escritor e roteirista britânico. Como reconhecimento, recebeu indicação ao BAFTA 2014.